# Gonzalo Vargas
Gonzalo Vargas Abella (Montevideo, 1981. szeptember 22. –) uruguayi labdarúgó, jelenleg a mexikói Atlas csatára.
Az uruguayi labdarúgó-válogatottban 10 mérkőzésen 3 gólt szerzett.

## Karrierje
Karrierjét szülővárosában, a Defensor Sporting együttesében kezdte. Itt három évet töltött, ezalatt 43 gólt szerzett.
2004-ben az argentin Gimnasia La Platához igazolt. Két év után már Európában, a Monacónál játszott. Itt a három év alatt többször kölcsönadták, előbb a Sochaux-nak, majd 2008-ban a mexikói Atlasnak.
Az Atlas 2009-ben végleg megvette őt a Monacótól.

## Fordítás
- Ez a szócikk részben vagy egészben  a   Gonzalo Vargas című angol Wikipédia-szócikk fordításán alapul.  Az eredeti cikk szerkesztőit annak laptörténete sorolja fel. Ez a jelzés csupán a megfogalmazás eredetét és a szerzői jogokat jelzi, nem szolgál a cikkben szereplő információk forrásmegjelöléseként.